# Iglesia católica en Corea del Sur
La Iglesia católica se encuentra presente en Corea del Sur. Sus orígenes en dicho país se remontan a 1784, cuando Yi Seung-hun fue bautizado mientras se encontraba en China con el nombre de Pedro. Teniendo contacto con los misioneros católicos que se encontraban en China, posteriormente regresó a Corea con varios textos religiosos y bautizó a muchos coreanos. La iglesia en Corea pudo sobrevivir sin la ayuda directa de misioneros jesuitas hasta la llegada del clero de Francia de la Sociedad de las Misiones Extranjeras de París en el año 1836 para el ministerio.
Durante el siglo XIX, la iglesia católica sufrió persecución por parte del gobierno de la dinastía Joseon, principalmente por el rechazo a la tradición coreana de rendir culto a los ancestros, lo cual era percibido en un principio como idolatría por parte de la iglesia. A pesar de que la persecución duró casi un siglo produjo una gran cantidad de mártires, entre los que se encuentran los 103 mártires coreanos canonizados por el Papa Juan Pablo II en mayo de 1984, incluyendo el primer sacerdote coreano Andrés Kim Taegon, quien fue ordenado en 1845 y martirizado en 1846 - A partir de entonces la iglesia tuvo una tremenda expansión en Corea. El Vicariato Apostólico de Corea se constituyó en 1831, y después de la expansión de la estructura de la iglesia durante el próximo siglo, la actual estructura fue establecida en 1962 en las tres provincias metropolitanas, cada una archidiócesis y varias diócesis sufragáneas.
La Iglesia católica en Corea del Sur ha experimentado un crecimiento enorme en los últimos años, teniendo un aumento de sus miembros en un 70% en los últimos diez años. Parte de este crecimiento puede atribuirse a la percepción relativamente positiva de la Iglesia por el público en general por su papel en la democratización de Corea del Sur, su participación activa en diversas obras de bienestar social, y su aproximación respetuosa a la relación entre religiones y las cuestiones de la espiritualidad tradicional coreana. Al 31 de diciembre de 2011 la iglesia tiene más de 5,309,964 católicos en Corea del Sur — el 10.3% de la población (y por extensión la Iglesia Católica en toda Corea, al norte y sur) tiene el cuarto número más grande de santos en la Iglesia Católica desde el año 1984 según la clasificación por naciones. Hay 15 diócesis incluyendo tres arquidiócesis de Seúl, Daegu y Gwangju. Actualmente constituye la religión de mayor crecimiento en Corea del Sur, con una de las tasas de conversión más altas del mundo con unos 150.000 bautismos de personas mayores de edad al año. Actualmente constituye la tercera religión más importante de Corea del Sur con un 35% de creyentes que profesan el catolicismo entre la población religiosa, solo detrás del protestantismo y del budismo, por lo que la que la población cristiana supera el 30% de la población total.
La Iglesia católica en Corea del Norte está eclesiásticamente unida con Corea del Sur, compuesta por las diócesis de Pionyang y Hamhung (sufragáneas de la Metropolitana de Seúl) y la única abadía territorial fuera de Europa, la de Tokwon.